# 東京都交通局上野懸垂線
上野懸垂線（うえのけんすいせん）は、東京都台東区上野にある恩賜上野動物園内において東京都交通局が運行していたモノレール路線（東京都懸垂電車）である。上野動物園東園駅と上野動物園西園駅を結んでいた。上野動物園モノレールや上野モノレールと通称されていた。
遊戯施設ではない、地方鉄道法（鉄道事業法の前身法）に基づく鉄道路線としてのモノレール路線では日本で最も早く、1957年（昭和32年）12月17日に開業した。
車両の経年劣化などにより2019年（令和元年）11月1日から運行を休止しており、2023年（令和5年）12月27日付で廃止された。

## 概要

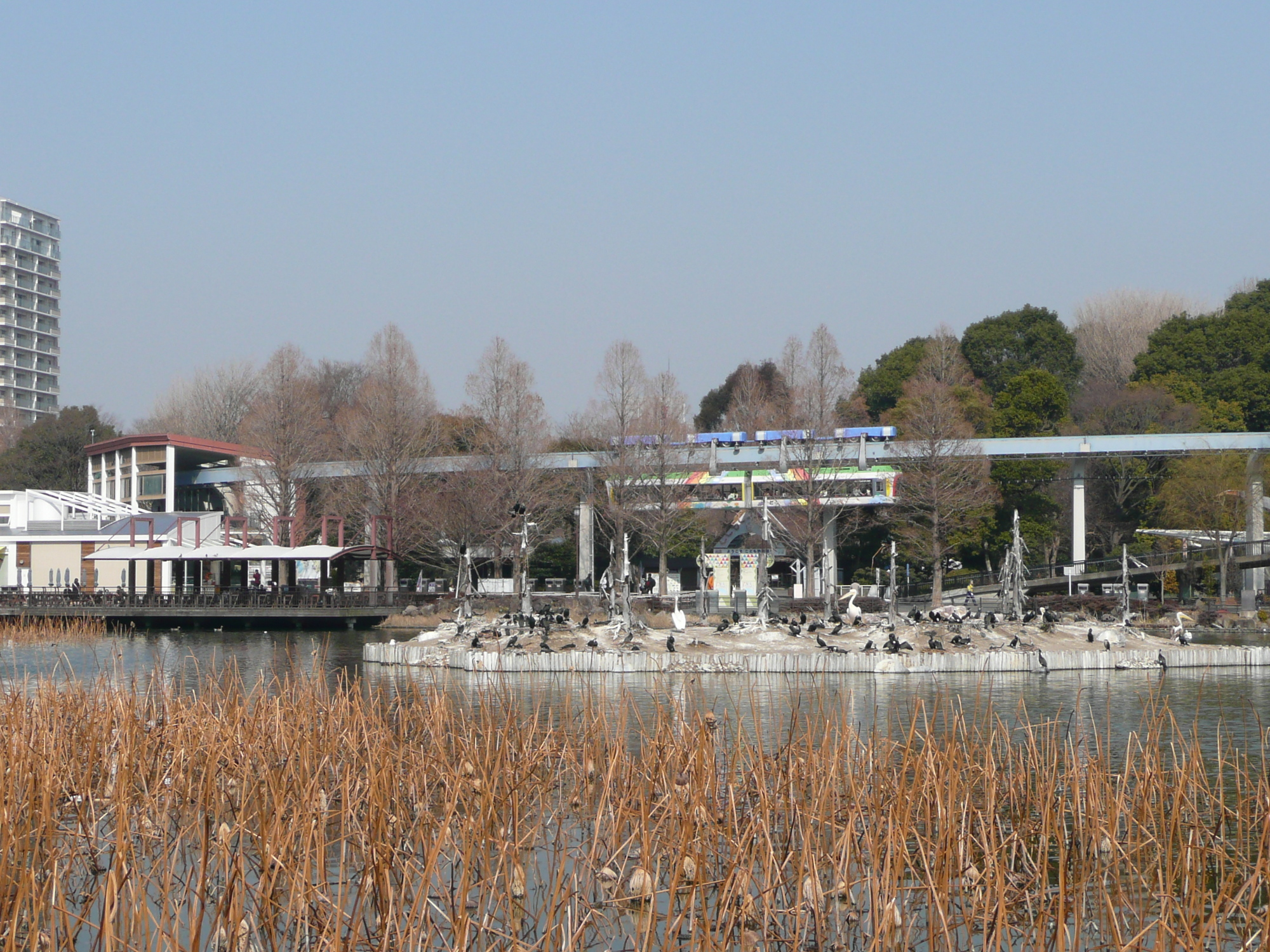
上野懸垂線と不忍池

1957年（昭和32年）12月17日に開業した地方鉄道法（同法廃止後は鉄道事業法）に基づく鉄道路線としては日本初のモノレールであった。
運行距離は約332 m（東京都交通局公式サイトによれば0.3 km）で、日本最短のモノレール路線であり、鉄道全体でも日本で二番目に短かかった。
東京都懸垂電車条例（昭和39年東京都条例第107号）に基づいて設置・運行され、同じ東京都交通局が所管する都電（東京都電車条例）や都営地下鉄（東京都地下高速電車条例）とは別個の条例に拠っていた。同条例で開設された唯一の路線であり、路線名は公営企業管理者の一種である東京都鉄道事業管理者が定めるとしていた。
本路線は、有料の施設である上野動物園の園内にある2駅間を結んでいた。アトラクション気分で利用する親子連れらも多かったが、園内を横切る公道（台東区道）を路線が跨いでいたため路線全てが園内に収まっておらず、遊戯施設（アトラクション）ではなく、鉄道事業法に基づく交通機関となっていた。なお、西園と東園の間については、モノレールと並行する遊歩道（いそっぷ橋）を経由しても往来できる。

## 歴史

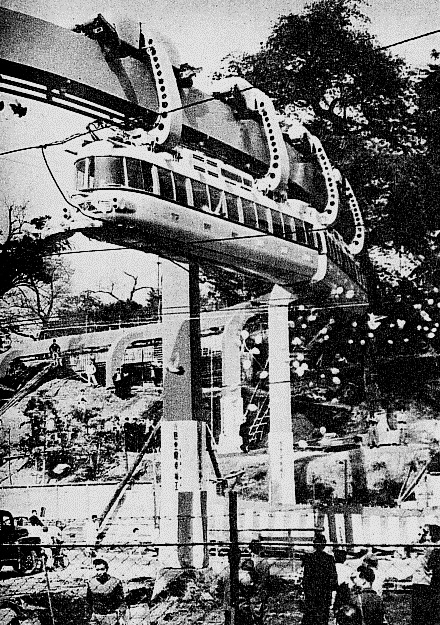
試運転中のH形車両（1957年）

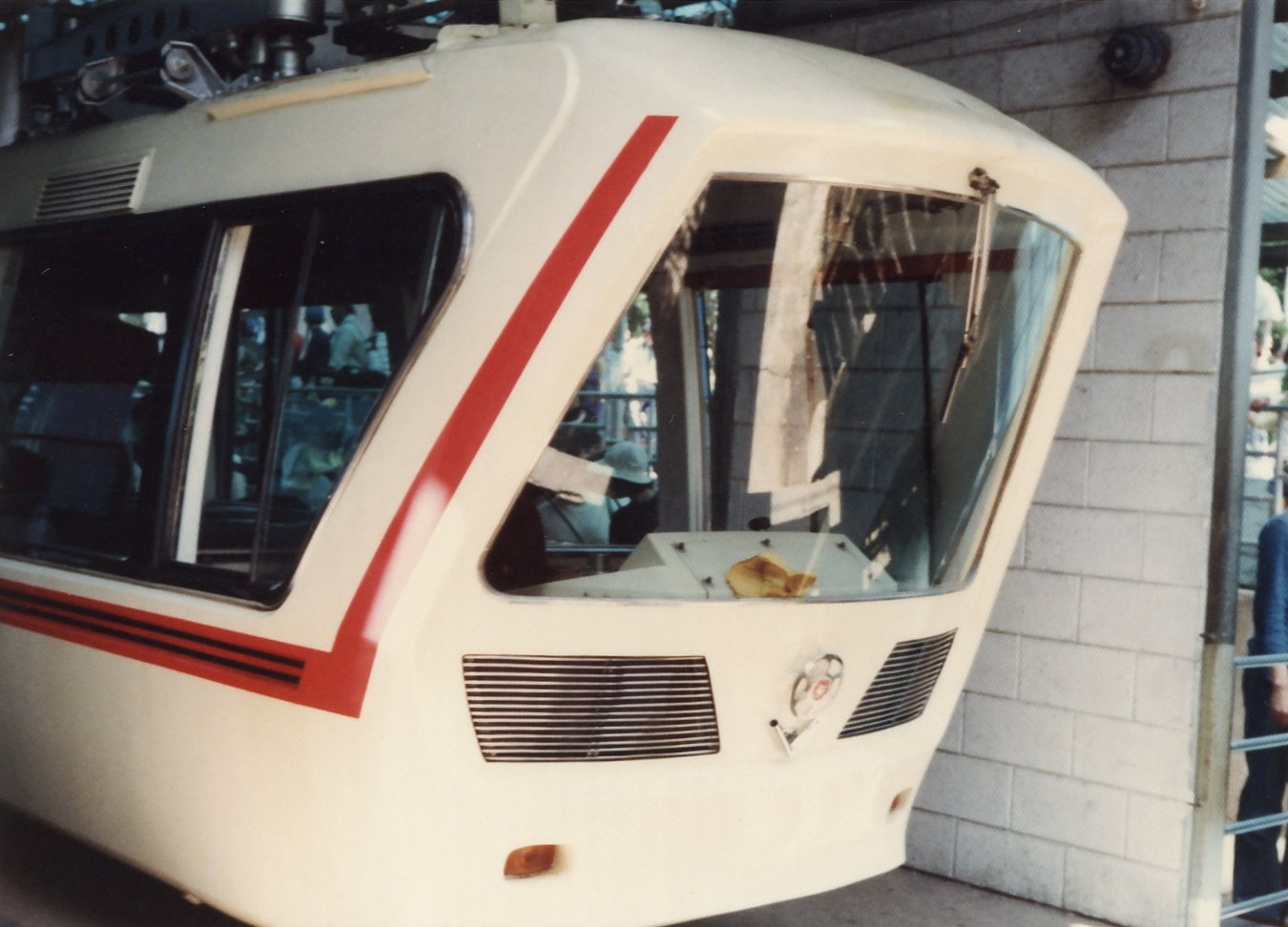
M形車両（1981年）

1957年（昭和32年）6月22日に運輸省（現在の国土交通省）鉄道監督局より懸垂鉄道免許状が下付され、同年12月17日に開業した。
1945年（昭和20年）に終結した太平洋戦争後の復興と経済成長に伴い日本国内では自動車台数が急増しつつあり、東京都区部では交通渋滞が深刻化し、自動車と道路を共有する路面電車（都電）は遅延と客離れが進んでいた。渋滞の影響を受けるのは路線バスも同様であった。東京の地下鉄は戦前から帝都高速度交通営団（現在の東京メトロ）が建設・延伸を進めていたほか、1958年（昭和33年）には東京都も初の自前路線（都営浅草線）に着工するに至ったが、地下鉄は建設コストが高い。このため、路線バスや地下鉄以外の公共交通機関として懸垂式モノレールを試験的に建設することが1956年（昭和31年）7月3日の東京都の庁議で決まり、上野動物園内が選ばれた。「新しい都市交通の試行」という位置づけは、愛知県名古屋市の東山公園モノレール（1964年 - 1974年）にも共通する。
当時モノレールは研究途上であり、東京都交通局は日本車輌や東京芝浦電気（後の東芝）と研究を開始した。ドイツのヴッパータール空中鉄道として1901年から運行されていたランゲン式を参考にし、車輪をゴムタイヤに代える改良を加え、「上野式」とも呼ばれた。だが東京都交通局は上野動物園内以外にモノレールを建設することはなく、上野式も他の路線では採用されていない。2008年（平成20年）に東京都交通局が開業した日暮里・舎人ライナーはモノレールではなく、案内軌条式のAGTを採用している。
1980年（昭和55年）11月26日に策定された東京都交通局の財政再建計画では、都の財政難と施設の老朽化によりモノレール事業の廃止が計画されたものの、存続の要望が強かったため、1983年（昭和58年）に安全性についての調査を行った上で、同年10月31日に存続が決定した。

### 廃止までの経緯

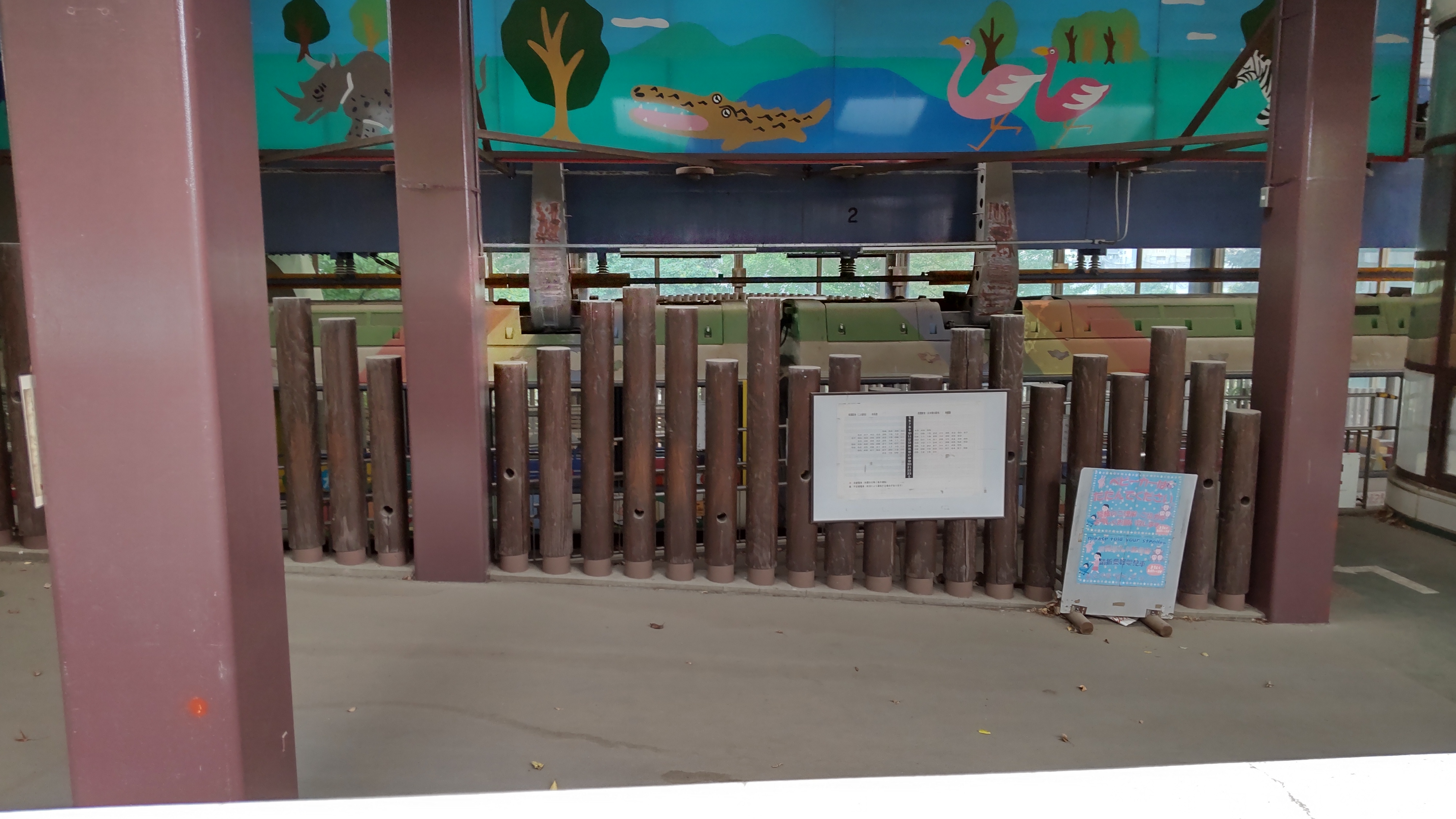
休止後の東園駅（2023年11月）

2019年（平成31年）1月23日、東京都建設局・交通局は運行車両（2001年に登場した4代目車両の40形）の老朽化などを理由として上野懸垂線の運行を休止すると発表し、同年10月31日限りで運行を休止した。同年11月1日からの休止期間中は東園と西園の間にCNGバス、2020年（令和2年）7月23日からは小型電気バス（BYD・J6）による連絡バスを無料運行している。
東京都は都民の意見を参考にしながら路線維持の可能性を検討するとしていたが、代替として新たな乗り物を整備することとなり、2023年（令和5年）7月21日、国土交通省に対して本路線の廃止届を提出した。当初の廃止予定日は2024年（令和6年）7月21日としていたが、意見聴取の結果、公衆の利便を阻害するおそれがないと認められ、2023年（令和5年）11月13日に廃止予定日を同年12月27日に繰り上げる届出を提出した。正式な廃止後、車両の撤去および橋脚の解体工事に着手する予定である。

### 新たな乗り物
東京都は後継として、小型モノレールなど新たな交通手段の整備を検討している。運行休止期間中の2020年（令和2年）9月8日に上野動物園西園駅周辺に新たに「パンダのもり」が開設されたため、東京都ではジャイアントパンダの飼育に影響が出ないよう路線のルート選定を検討している。また、併せて従来の懸垂式から跨座式への転換や、自走式ロープウェイ等への転換も候補として検討されていた。東京都建設局では新たなモノレールについて建設から運営を公費のみで賄うのは困難としており、2023年度に共同で事業を進める民間事業者を公募し2026年度（令和8年度）末ごろの供用開始を予定している。
2024年3月29日に東京都建設局より廃止された上野動物園モノレールの代替となる乗り物の公募審査結果が発表された。公募の結果、泉陽興業から提案された「ジェットコースターと同様の構造を利用した脱輪の心配のない高い安全性の乗り物」（商標登録名：エコライド）が選定された。上り勾配ではモーター駆動で、下り勾配では条件により位置エネルギーを利用して走行する省エネシステムとしている。

### 年表
- 1956年（昭和31年）7月3日：東京都が懸垂式モノレールの試験的建設を決定[7]。
- 1957年（昭和32年）12月17日：開業[6]。初代車両（H形）運行開始。
- 1966年（昭和41年）11月30日：車両・設備更新のため運転休止。
- 1967年（昭和42年）1月1日：運行再開。2代目車両（M形）運行開始。
- 1979年（昭和54年）11月19日：昭和天皇が上野動物園に行幸。モノレールにも乗車[26]。
- 1984年（昭和59年）9月1日：車両・設備更新のため運転休止[27]。
- 1985年（昭和60年）4月2日：運行再開[28]。3代目車両（30形）運行開始、冷房付車両となる[28]。
- 1999年（平成11年）12月19日：車両・設備更新のため運転休止[29]。
- 2001年（平成13年）
  - 5月31日：運行再開[29]。4代目車両（40形）運行開始。
  - 11月14日：運行中にパンタグラフが破損し運転休止[30]。
- 2002年（平成14年）3月12日：パンタグラフを改良して運行再開[31]。
- 2011年（平成23年）
  - 3月11日：東北地方太平洋沖地震（東日本大震災）のため13日まで運転休止。
  - 3月15日：震災に伴い東京電力による計画停電のため、当面の間運転休止。
  - 4月2日：上野動物園の再開（4月1日より）に伴い、運行再開（4月24日までは運行時間を短縮して土休日のみ運行）。
- 2019年（平成31年・令和元年）
  - 1月24日：車両故障のため運転休止[32]。
  - 3月15日：運行再開[33][32]。
  - 11月1日：車両・設備の老朽化に伴い休止[2][12]。4代目車両（40形）の運行も終了。
- 2022年（令和4年）11月7日：東京都が「恩賜上野動物園新たな乗り物の整備 基本方針」で2026年度中にコンパクトな乗り物の供用を開始する予定と発表[16]。
- 2023年（令和5年）
  - 7月21日：2024年7月21日を廃止予定日として、上野懸垂線の鉄道事業廃止届を提出[18][17][34]。
  - 11月13日：廃止予定日を2023年12月27日に繰り上げる旨届出[3]。
  - 12月27日：廃止。

## 運行形態

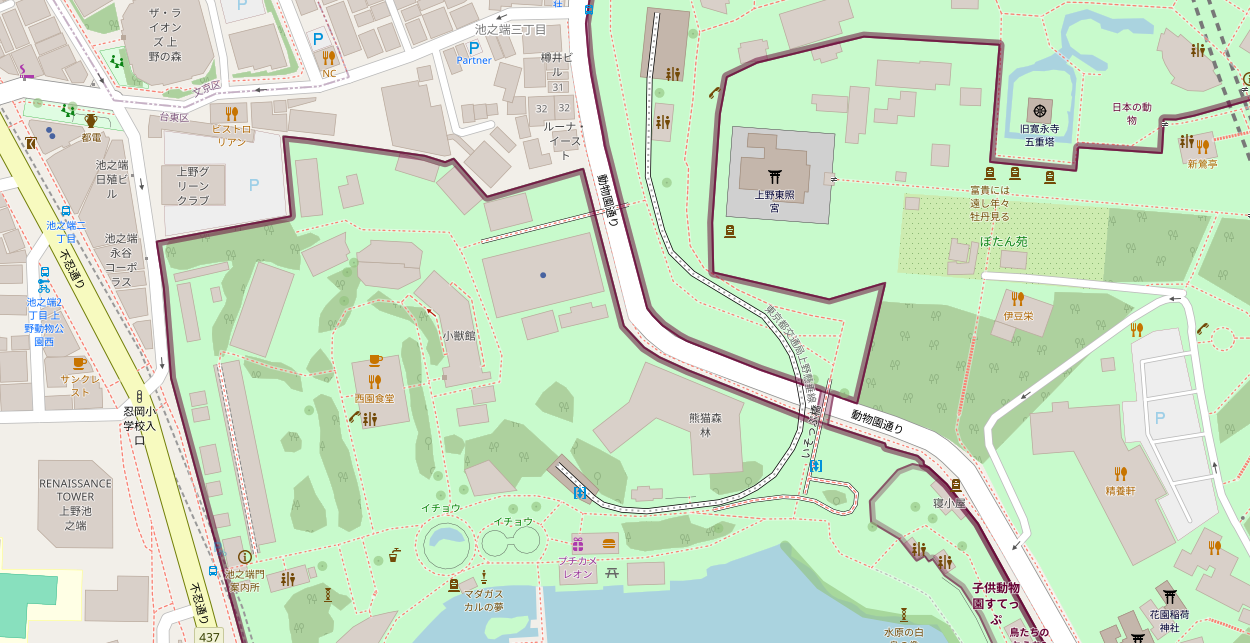
路線の地図

2両編成1本の車両が西園駅と東園駅の間を往復する形態で、所要時分1分30秒、7分間隔で運行されていた。上野動物園内にあるため、休園日は全面運休。運行時間も開園時間に合わせて9時40分始発・16時30分最終となっていた。
PASMO、Suica等の乗車カードは利用できなかった。また、「東京フリーきっぷ」や「都営まるごときっぷ」などの一日乗車券、東京都シルバーパスや都営交通無料乗車券などの福祉乗車証も当路線では利用できなかった。
地下鉄の免許（動力車操縦者甲種電気車運転免許）で運転できたため、都営地下鉄の運転経験者が研修を経て運行を担っていた。

## 利用状況

### 輸送実績
2008年度（平成20年度）は年間300日営業し、利用者数は83万9千人、1日当たりの利用者数は2796人。
2016年度は約102万人で、来園者の4分の1が利用した。乗客数は上野動物園全体の人気に左右され、最高記録はジャイアントパンダの「カンカン」「ランラン」が中国から渡来し公開された翌年の1973年度の約153万人であった。

### 営業成績
2008年度（平成20年度）は、収入1億1400万円、支出9800万円で、差し引き1600万円の黒字であった。

## 企画乗車券の発売
40形が運行を開始してから、何度か企画乗車券が発売された。2007年（平成19年）12月には、開業50周年を記念して上野動物園の入園券とモノレールの乗車券がセットになった「Go!Zooきっぷ」を発売していた。

## イベントの実施
40形が運行を開始してから、何度かイベントが実施された。2007年（平成19年）12月の開業50周年記念イベントにはシナモンが一日駅長を務めた。
2018年（平成20年）9月30日にカッパバッジを提示した子児のみ、無料で優待乗車券を配布する企画を行った。これは企画開催年の2018年が、江戸から東京に改称され（東京奠都）、東京府開設から150年となる事から都が記念として開催した「Old meets New 東京150周年」の一環であった。

## 車両
- 40形（宝くじ号）
- 30形（宝くじ号）
- M形（廃車後長らく志村検車区で保管されていた）
- H形（日本車輌豊川製作所で保存）

## 駅一覧
- 休止直前の状況を示す。両駅とも東京都台東区の恩賜上野動物園内に所在していた。

| 駅名             | 累計 キロ | 備考                     |
| ---------------- | --------- | ------------------------ |
| 上野動物園東園駅 | 0.0       | 上野駅・京成上野駅最寄り |
| 上野動物園西園駅 | 0.3       | 根津駅最寄り             |

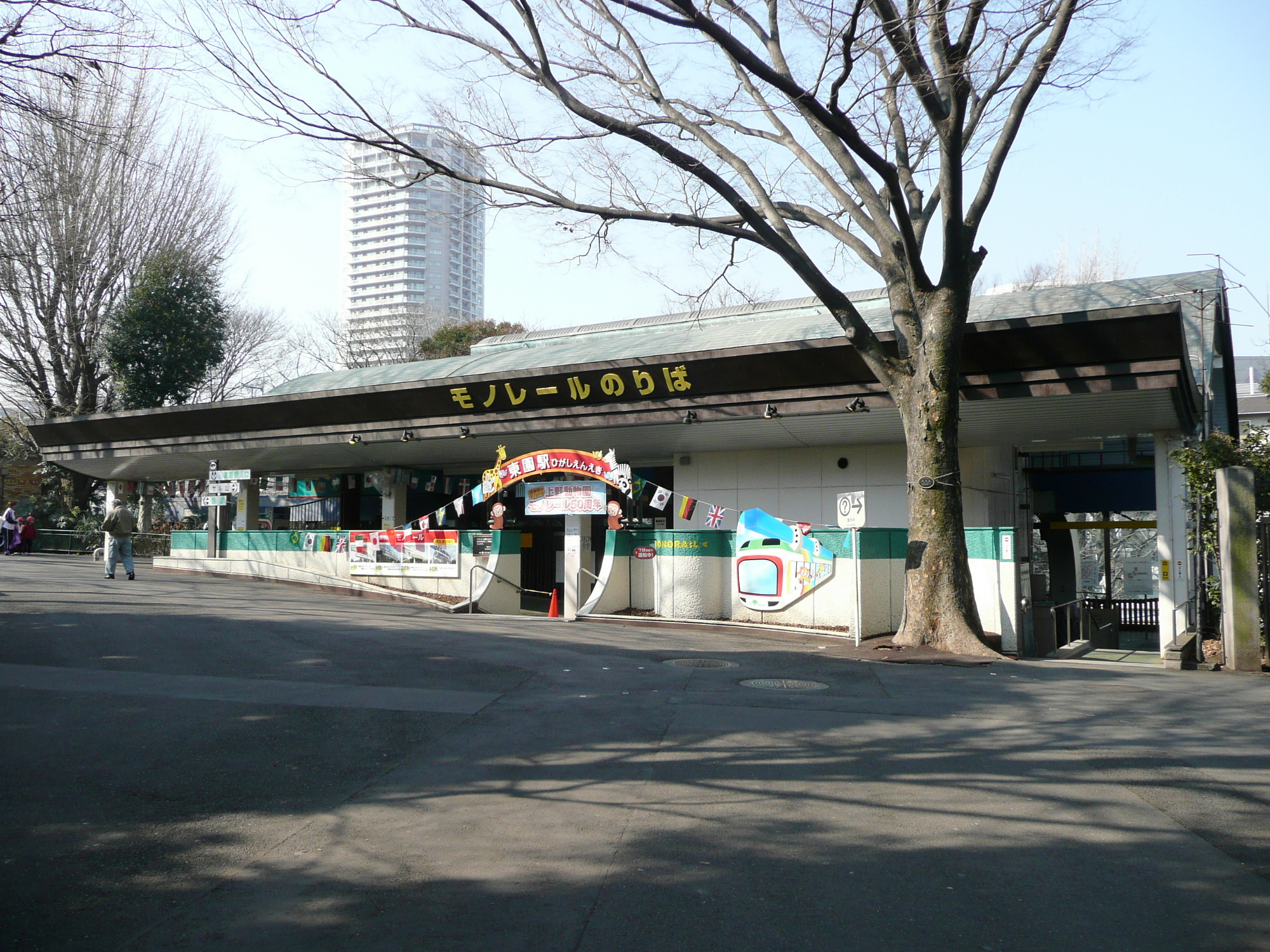
上野動物園東園駅
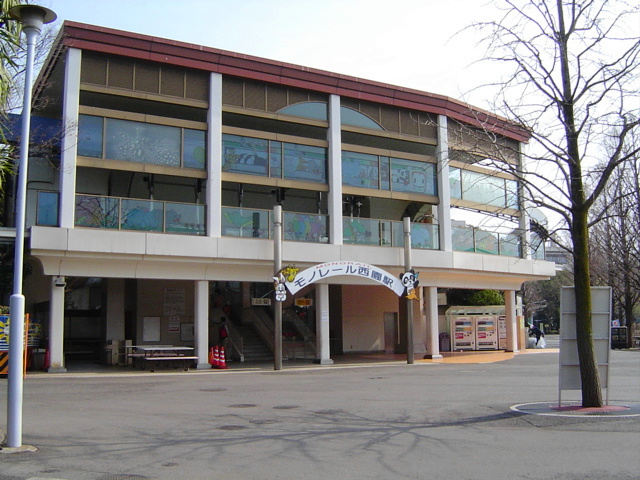
上野動物園西園駅